# Mazda Pair
La Mazda Pair est un concept-car du constructeur automobile japonais Mazda, présenté au salon de Tokyo en 1987.

## Description
Il est composé de deux éléments, un véhicule compact de type citadine et sa remorque.